# Timo Wagner
Timo Wagner (* 16. April 1993 in Luxemburg) ist ein luxemburgischer Schauspieler.

## Leben
Timo Wagner betrieb in seiner Jugend Leistungssport. Er spielte Tischtennis in der Jugend-Nationalmannschaft Luxemburgs und wurde mit ihr Cadet-Landesmeister. Anschließend wechselte er zum Stabhochsprung. 2014 machte er Abitur Sport-Lycée Luxemburg.
Von 2011 bis 2015 nahm er Unterricht in deutscher Diktion und Arts dramatiques-Deutsch am Conservatoire de la Ville d’Esch-sur-Alzette. Er hatte erste Bühnenauftritte in Nebenrollen am Conservatoire Esch-sur-Alzette und am Kaleidoskop-Theater in Bettemburg. 2015 spielte er die Hauptrolle Beckmann in Wolfgang Borcherts Nachkriegs-Drama Draussen vor der Tür. Des Weiteren übernahm er die Rolle des Assistenten in Ich, Feuerbach von Tankred Dorst sowie des Ronnie in Das Ding aus dem Meer von Rebekka Kricheldorf im Luxemburger Kapuzinertheater (Théâtre des Capucins) am Theaterplaz, welches später als Gastspiel im Theater an der Ruhr in Mülheim gespielt wurde. Außerdem übernahm er die Regie-Assistenz bei Totentanz von August Strindberg sowie bei De Rousegaart von Jean-Paul Maes am Kaleidoskop-Theater. Wagner spielte in einigen Kurzfilmen mit. Seit 2016 besucht er die Schauspielschule Cours Florent in Paris.